# Gandzasarklostret

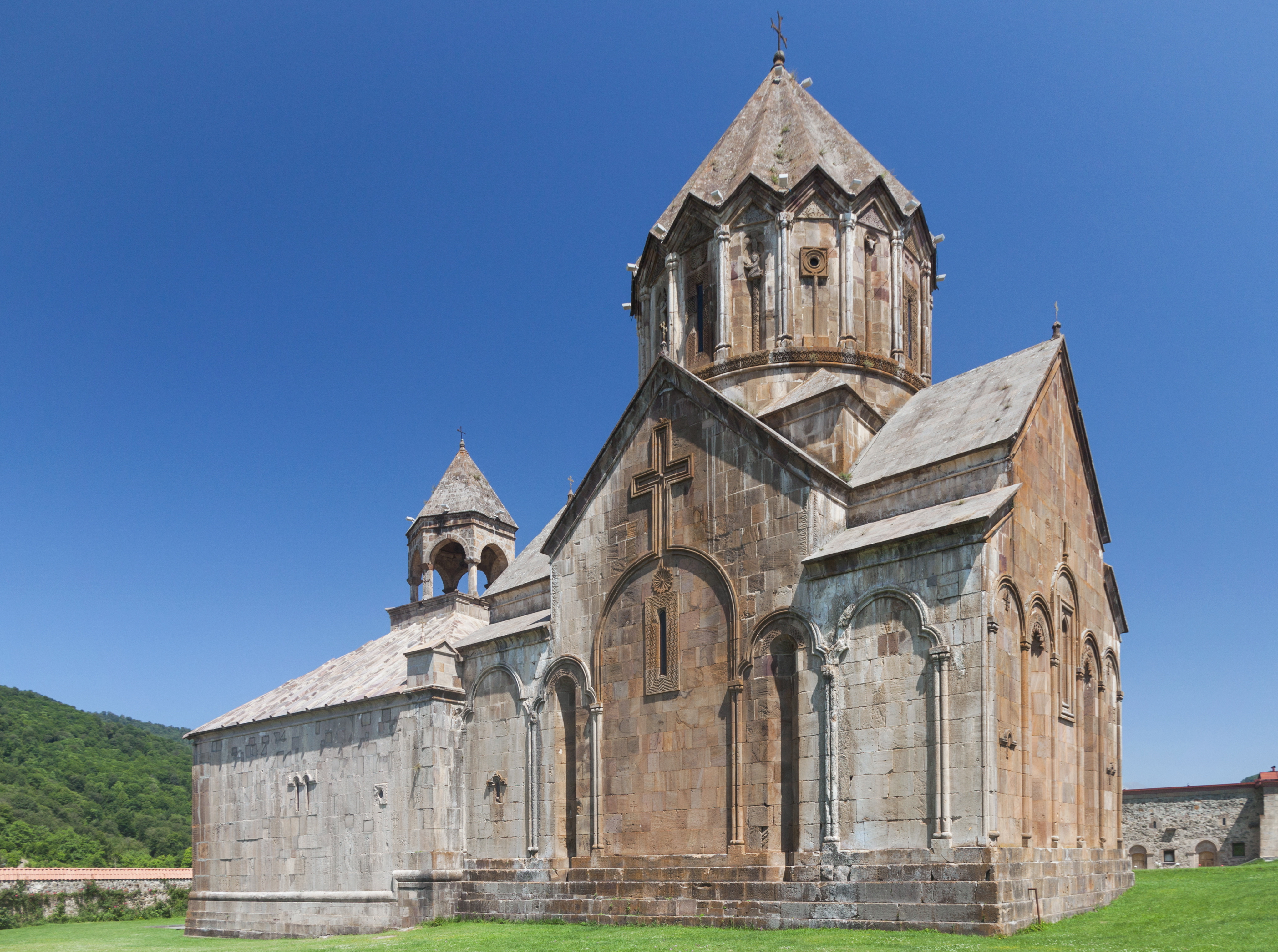
Gandzasarklostret

Gandzasarklostret (armeniska: Գանձասար) är ett armeniskt kloster i Nagorno-Karabach, nära byn Vank i regionen Mardakert. Gandzasar betyder på armeniska "skattberget". 
Klostret grundades 1216. Gandzasar var sätet för en armenisk katholikos mellan åren 1400-1816. Delar av klostret skadades under en bombräd 1991.